# (10586) Jansteen
(10586) Jansteen – planetoida z pasa głównego asteroid okrążająca Słońce w ciągu 3 lat i 212 dni w średniej odległości 2,34 j.a. Została odkryta 22 maja 1996 roku w Europejskim Obserwatorium Południowym przez Erica Elsta. Nazwa planetoidy pochodzi od Jana Steena (1626-1679), holenderskiego malarza. Przed nadaniem nazwy planetoida nosiła oznaczenie tymczasowe (10586) 1996 KY4.